# Johann Georg Haruckern

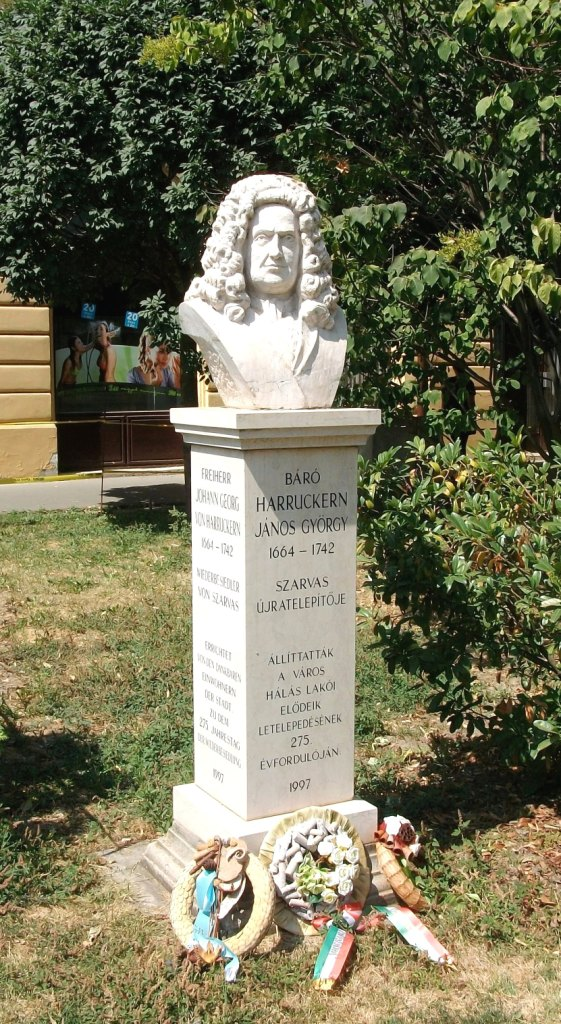
Büste für Johann Georg Harruckern in Szarvas, Ungarn

Johann Georg Haruckern, auch Johann Georg Harruckern (* 25. März 1664 in Schenkenfelden; † 18. April 1742 in Wien), war ein habsburgischer Hofkammerrat, Obergespann des Komitats Békés, Erbauer der Festung Arad und Reichsritter des Heiligen römischen Reiches deutscher Nation.

## Leben
Johann Georg Haruckern wurde im oberösterreichischen Marktort Schenkenfelden als Sohn eines einfachen Webermeisters geboren. Er war das sechste von insgesamt sieben Kindern.
Johann Georg Haruckern kam 1692 als kaiserlicher Kommissar zur Heeresverpflegung. Drei Jahre später wurde Haruckern Versorgungsobmann der kaiserlichen Armee. Im Jahre 1697 kam er als Beauftragter der Hofkammer nach Arad. Hier überwachte er vier Jahre lang den Bau der Festung, wobei er vorwiegend für finanzielle Belange zuständig war.
1701 wurde Haruckern zum Oberstleutnant befördert und nach Italien gesandt. Ab 1708 leitete er fünf Jahre lang die Versorgung des Heeres in den Niederlanden. Nachdem er 1710 zum Hofkammerrat ernannt worden war, leitete Haruckern ab 1716 die Versorgung des Heeres während der entscheidenden Kämpfe gegen die Türken. Noch im Kriegsjahr 1718 verlieh ihm Kaiser Karl VI. den Titel Reichsritter.
Am 28. März 1722 erhielt Haruckern die ungarische Staatsbürgerschaft und am 3. Mai 1723 verlieh ihm Kaiser Karl VI./König Karl III. aufgrund des ungarischen Adelsrechtes die Gyulaer Grundherrschaft. Im Jahre 1729 erhielt Haruckern das Adelsprädikat Baron. Nach einer Schenkung durch König Karl III. besaß Baron von Haruckern 95 Ortschaften in den Komitaten Komitats Békés, Zaránd und Arad.
Nach dem Tode des Obergespans Johann Jakob Löwenburg wurde Baron Johann Georg von Haruckern als dessen Nachfolger Obergespan des Komitats Békés, ein Amt, das er bis zu seinem Tod im Jahre 1742 innehatte. Baron von Haruckern war mit Maria Fellner verheiratet, der Ehe entstammten vier Töchter und ein Sohn, Baron Franz von Haruckern.
Johann Georg Haruckern fand seine letzte Ruhestätte in der Krypta des Wiener Stephansdomes. Nach seinem Tod übernahm sein Sohn, Baron Franz von Haruckern, die Güter und das Amt des Obergespans.